# Johann Ludwig Hektor von Isolani

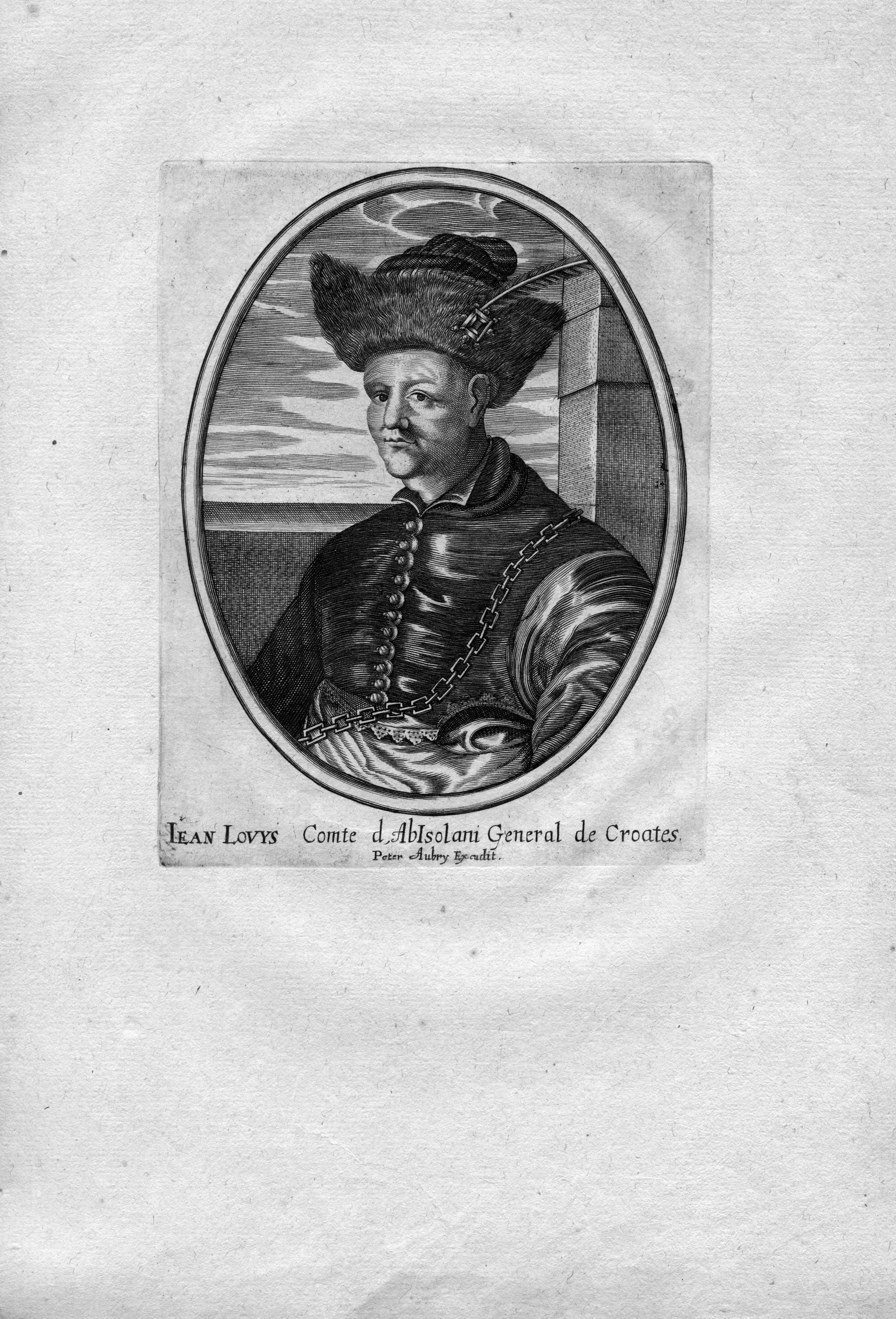
Darstellung Isolanis (Peter Aubry, vor 1666).

Johann Ludwig Hektor Graf von Isolani (italienisch Gioan Lodovico Hector Isolano; * 1586 in Görz; † März 1640 in Wien) war ein kaiserlicher General der kroatischen Reiter im Dreißigjährigen Krieg. Er diente vier deutschen Kaisern und kämpfte in vier der Hauptschlachten dieses Krieges. Seine Truppen waren berüchtigt für ihre Gräueltaten gegenüber der Zivilbevölkerung.

## Biografie

### Leben bis zum Dreißigjährigen Krieg
Isolani stammte aus einem zyprischen Adelsgeschlecht und trat – wie auch schon sein Vater – in kaiserlich-habsburgische Kriegsdienste. Hier kämpfte er von 1600 bis 1606 in Kroatien gegen die türkischen Heere der Osmanen. 1602 wurde er gefangen, entkam und floh nach Siebenbürgen. Wegen seiner Herkunft aus einem konfliktreichen Gebiet und seinen frühen Kriegserfahrungen als Soldat hatte Isolani im Gegensatz zu seinen späteren Vorgesetzten Gottfried Heinrich zu Pappenheim, Heinrich von Holk oder Ottavio Piccolomini keine besondere Schulausbildung. Über Isolanis Leben nach dem Frieden von Zsitvatorok 1606 ist nichts bekannt, vermutlich diente er als Soldat in Ungarn.

### Dienst unter Wallenstein
Im Dreißigjährigen Krieg stand er, vermutlich als Hauptmann, im Dienst des Kaisers des Heiligen Römischen Reichs Ferdinand II. und nahm an der Schlacht am Weißen Berg und dem Feldzug in die Kurpfalz teil, wo er anscheinend an der Eroberung von Heidelberg unter dem Befehl Johann t’Serclaes von Tilly beteiligt war. Auf Empfehlung des Feldherrn Wallenstein übertrug Kaiser Ferdinand II. am 22. Juni 1625 Isolani das Kommando über ein 600 Söldner starkes kroatisches Reiterregiment. Die leichte Reiterei war nicht zum Einsatz in der Schlachtlinie gedacht, sondern sollte bei Märschen die Flanken sichern, das Gebiet und die feindlichen Truppen aufklären, die Nachschublinien des Gegners attackieren und in evangelisch-protestantischen Gebieten die Bevölkerung terrorisieren. Seinen Auftrag als Kavallerieoberst erfüllte Isolani zu Wallensteins Zufriedenheit; im April 1626 erwarb er wegen seines Einsatzes beim Flankenangriff unter der Führung des Heinrich Schlik zu Bassano und Weißkirchen in der Schlacht bei Dessau Wallensteins Dankbarkeit. In der nächsten Zeit verfolgte er den unterlegenen Peter Ernst II. von Mansfeld, bis dieser Ende November in Bosnien starb. Im Sommer 1627 eroberten Isolanis Reiter mit Pappenheims Truppen die Stadt Wolfenbüttel, 1628 kämpften sie unter Jean de Merode in Pommern gegen die dänischen Truppen, ehe sie wieder unter Schlicks Befehl durch Jütland bis an das Kap Skagen zogen.
Nach Wallensteins zwischenzeitlicher Entlassung kämpfte Isolani 1630 unter dem Befehl von Torquato Conti und Ernesto Montecuccoli wenig erfolgreich gegen schwedisch-evangelische Truppen. Anfang 1632 wurde Isolani zum General über alle Kroaten befördert und Wallenstein beauftragte ihn mit der Anwerbung weiterer kroatischer Söldner. Im nächsten Jahr konnte Isolanis leichte Kavallerie große Erfolge gegen die Armeen Gustav II. erzielen. Es waren die Reiter unter Isolanis Kommando, die in der Schlacht an der Alten Veste den schwedischen Ausfall aufhielten. Im Sommer 1632 sollte Isolani sich mit den Truppen Heinrich von Holks vereinigen, um den Herrn von Kursachsen, Johann Georg I. zu bekriegen. Auf dem Weg zu Holk wurde Isolani bei Coburg von Bernhard von Sachsen-Weimar gestellt und in einem kurzen Gefecht geschlagen. Die plündernden Söldner der Kroatischen Reiter verwüsteten das Vogtland und das Meißener Umland schwer. In der folgenden Schlacht bei Lützen zeichnete sich Isolani aus, als seine Reiter zunächst den Feind ausspähten und in Scharmützeln beschäftigten und Wallenstein vor dem Angriff warnten, wodurch er sich vorbereiten konnte und Gustav Adolf das Überraschungsmoment verloren ging. In der Schlacht selbst befehligte er 2200 Soldaten an der linken Front bis zum Eintreffen Pappenheims. Als Pappenheim schwer verwundet wurde und die Kaiserlichen wieder in die Defensive gerieten, gelang es Isolani, den rechten schwedischen Flügel zu umgehen und die zweite Schlachtreihe zu attackieren. Diese Aktion schwächte die Schweden und trug zum uneindeutigen Schlachtausgang bei. 1633 lieferte er sich zahlreiche Scharmützel in Sachsen und Schlesien.

### Abkehr von Wallenstein
1634 unterzeichnete Isolani noch ein Treuebekenntnis zu Feldmarschall Wallenstein, den sogenannten Pilsener Schluss, setzte sich dann aber kurz danach von ihm ab und erhielt nach dessen Ermordung 1634 in Eger (Cheb) aus dessen konfisziertem Herzogtum Friedland die Grundherrschaft Český Dub (Böhmisch-Aicha) mit der Burg Frýdštejn (Friedstein) und wurde in den Grafenstand erhoben.
Danach führte Graf Isolani die kroatischen Truppen nach Südthüringen, wo er ein Winterlager errichten ließ. Am Schreckenstag 16. Oktober 1634 wurde die Stadt Themar von diesen geplündert und fast völlig zerstört; von 300 Häusern blieben nur noch 69 übrig. Die in kleinen Kommandos Beute suchend umherziehenden Reiter überzogen das ganze Henneberger Land bis vor die Tore von Meiningen mit Überfällen. Im Oktober 1634 wurde auch die Stadt Suhl eingenommen, die dortige Waffenfabrikation kam zum Erliegen. Die Kroaten zogen weiter in Richtung Bad Salzungen und durch die Rhön, was in den Pfarrbüchern der Gemeinden Tiefenort und Frankenheim/Rhön belegt ist. In diesem Teil des Landes grassierte zu dieser Zeit die Seuche der Pest.
Danach beteiligte sich Isolani in der Schlacht bei Nördlingen und verfolgte danach mit kaiserlichen Truppen die schwedisch-evangelischen Heeresgruppen und Bernhard von Sachsen-Weimar und Gustaf Horn in das evangelisch-protestantische Württemberg, das dabei geplündert und verwüstet wurde. Es gelang Isolani, die Feldmarschälle Horn und Kratz gefangen zu nehmen, Bernhard von Weimar entkam. Nach Nördlingen kämpfte Isolani in Hessen, 1636 mit Matthias Gallas in der Picardie und in Burgund. 1637 war Isolani wieder in der Landgrafschaft Hessen-Kassel unter Johann von Werth im Einsatz, wo er u. a. Allendorf, Eschwege, Grebenstein und Hessisch Lichtenau niederbrennen ließ. 1638 wieder in Pommern und 1639 schließlich am Oberrhein gegen Bernhard von Sachsen-Weimar und Marschall Jean Baptiste Budes de Guébriant.
Johann Ludwig Hektor Graf von Isolani verbrachte den Winter 1639/40 in Wien, wo er im März 1640 starb. Er war verheiratet. Seine Tochter wurde die Erbin der Grundherrschaft Böhmisch-Aicha in Nordböhmen.

## Literarisches Nachleben
Graf Isolani spielt eine bedeutende Rolle in Friedrich Schillers historischem Drama Die Piccolomini. Sein Name ist heute vor allem durch die beiden Eingangsverse dieses Theaterstücks bekannt, die in zahlreiche Zitatsammlungen Aufnahme fanden:

Spät kommt Ihr – Doch Ihr kommt! Der weite Weg,

Graf Isolan, entschuldigt Euer Säumen.

Gesprochen werden diese Verse von der Dramenfigur Illo, der ebenfalls ein reales Vorbild in Christian von Ilow in der Geschichte des Dreißigjährigen Krieges hat.